# Lars Michaelsen
Pour les articles homonymes, voir Michaelsen.
Lars Michaelsen est un ancien coureur cycliste et directeur sportif danois né le 13 mars 1969 à Copenhague. 

## Biographie
Ancien footballeur, Lars Michaelsen commence sa carrière cycliste en 1980 à l'âge de onze ans. Il prend sa première licence au Lyngby Cycle Club. 
Il passe professionnel en 1994 et termine sa carrière lors de Paris-Roubaix 2007, qu'il finit à la onzième place après avoir crevé et chuté, tandis que son coéquipier Stuart O'Grady l'emporte.
Paris-Roubaix était une de ces courses de prédilection : il y termine deux fois cinquième, en 2002 et 2005. Il a notamment remporté Gand-Wevelgem en 1995. C'était également un très bon sprinteur.
Il devient directeur sportif au sein de l'équipe Saxo-Tinkoff en 2013. En 2017, il rejoint Astana. Il est suspendu 50 jours en mai 2018 pour être rentré dans un îlot directionnel situé dans un virage lors de la quatrième et dernière étape du Tour de Yorkshire, en manquant de peu de percuter un policier. En 2020, il occupe le même poste au sein de l'équipe NTT Pro Cycling, jusqu'à l'arrêt de l'équipe à l'issue de la saison 2021.

## Palmarès et résultats

### Palmarès amateur
- 1987
  - Champion des Pays nordiques du contre-la-montre par équipes juniors[n 1]
  -  Champion du Danemark sur route juniors
- 1989
  - Grand Prix de Saint-Étienne Loire
  - 2e des Boucles des Côtes de Saint-Mont
  - 2e du Grand Prix d'Espéraza
  - 3e du championnat du Danemark du contre-la-montre par équipes
- 1990
  - Grand Prix d'Antibes
  - Grand Prix de La Londe-les-Maures
  - Annemasse-Bellegarde et retour
  - Boucles du Tarn
  - 5eb étape du Tour de Suède
  - Paris-Connerré
  - 2e de Troyes-Dijon
  - 3e de la Ronde du Sidobre
- 1991
  - Ronde du Canigou
  - La Tramontane
  - 5e et 7e étapes du Grand Prix Guillaume Tell
  - Paris-Tours espoirs
  - 2e du championnat du Danemark sur route amateurs
  - 3e du championnat du Danemark du contre-la-montre par équipes
- 1992
  -  Champion du Danemark sur route amateurs
  - La Tramontane
  - 7e étape de la Milk Race
  - 2e du championnat du Danemark du contre-la-montre par équipes
  - 3e des Boucles catalanes
- 1993
  - Classement général du Boland Bank Tour
  - 2e du Circuit méditerranéen
  - 3e de Paris-Dreux

### Palmarès professionnel
| - 1994 - 3e étape des Quatre Jours de l'Aisne - International Cycling Classic : - Classement général - 1re et 12e étapes - Bol d'Air creusois - Paris-Bourges - 5ea étape du Boland Bank Tour - 2e du Grand Prix de Denain - 1995 - Gand-Wevelgem - 2e de Paris-Bourges - 3e du Circuit Mandel-Lys-Escaut - 8e de Paris-Tours - 1996 - 3e étape de la Bay Cycling Classic - 2e du Grand Prix Marcel Kint - 10e de Paris-Tours - 1997 - 1re étape du Tour de Burgos - 1re étape du Tour d'Espagne - Classement général du Boland Bank Tour - 2e du championnat du Danemark sur route - 3e de la Course des raisins - 1998 - 2e de Gand-Wevelgem - 2e du Circuit des Ardennes flamandes - Ichtegem - 1999 - 1re et 5e étapes du Tour Trans-Canada - 2e du Tour de Vendée - 10e du Tour des Flandres - 10e de Paris-Roubaix | - 2000 - Mémorial Rik Van Steenbergen - 2e étape du Tour du Danemark - 2e des Deux Jours des Éperons d'or - 2e du Grand Prix Beeckman-De Caluwé - 3e d'À travers les Flandres - 2002 - 5e de Paris-Roubaix - 2003 - 4e étape des Quatre Jours de Dunkerque - 2e étape du Tour de Hesse - 2e de la Classic Haribo - 2004 - CSC Invitational - 3e de la Wachovia Classic - 2005 - Tour du Qatar : - Classement général - 3e étape - 2e du championnat du Danemark sur route - 3e de l'International Grand Prix Doha - 3e de la Wachovia Classic - 5e de Paris-Roubaix - 2006 - 1re étape du Tour de Géorgie |  |

### Résultats sur les grands tours

#### Tour de France
3 participations
- 1995 : abandon (3e étape)
- 1998 : hors délais (11e étape)
- 1999 : 116e

#### Tour d'Italie
1 participation
- 2002 : 112e

#### Tour d'Espagne
2 participations
- 1997 : 71e, vainqueur de la 1re étape,  maillot or pendant 4 jours
- 2001 : abandon (5e étape)

### Classements mondiaux
| Année              | 2005 |
| ------------------ | ---- |
| Classement ProTour | 85e  |